# Thiên địch

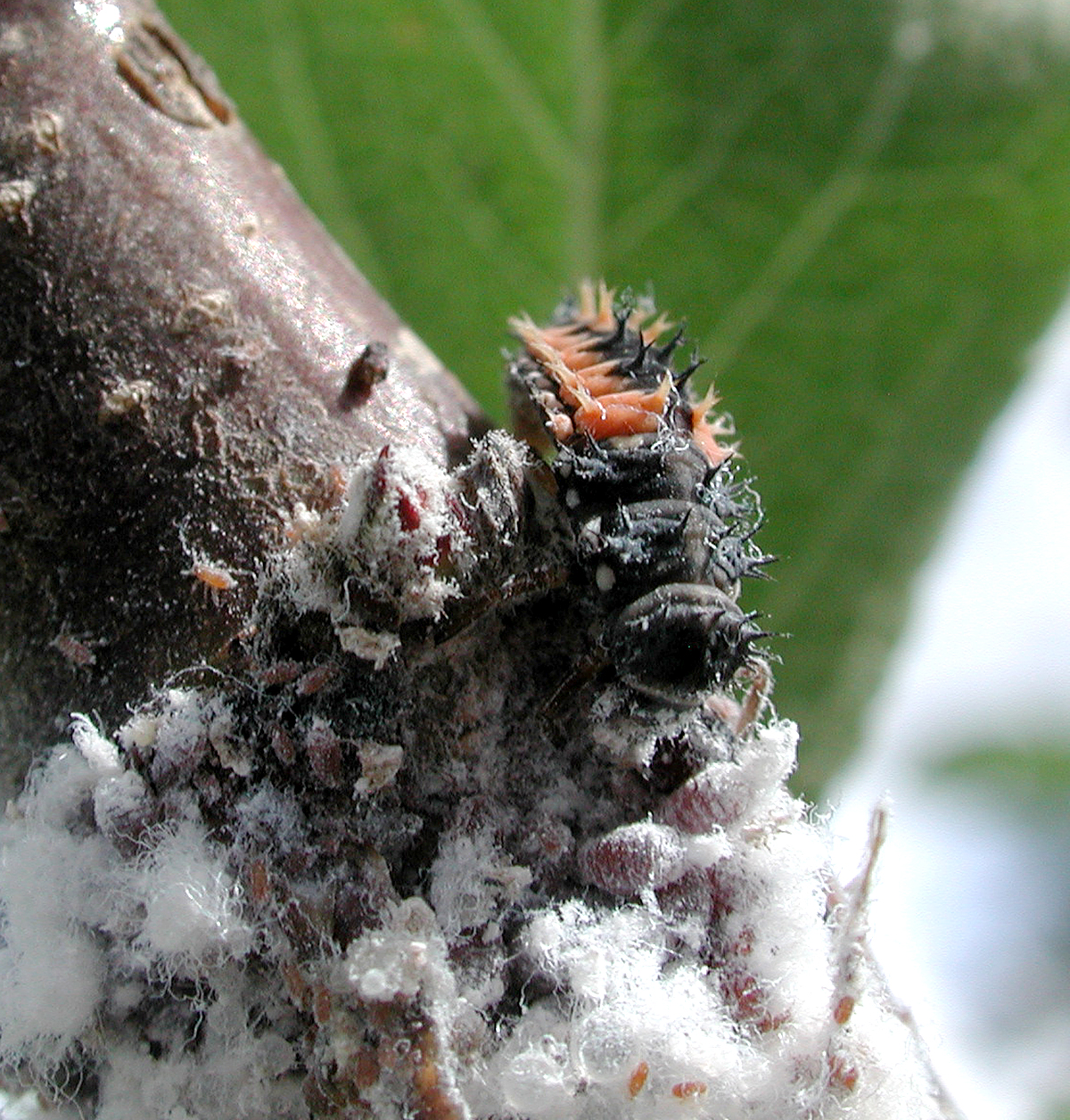
Ấu trùng bọ rùa đang ăn Eriosoma lanigerum (rệp đốm trắng Mỹ)

Thiên địch là các loài động vật được sử dụng để diệt trừ các sinh vật gây hại, bảo vệ mùa màng một cách tự nhiên. Các loài thiên địch phổ biến là: chuồn chuồn, bọ ngựa, bọ rùa, cóc, chim sâu (để diệt côn trùng sâu bọ), cú, rắn, mèo, chó (diệt chuột và gặm nhấm). Thiên địch được chia làm 2 nhóm: nhóm bắt mồi, ăn thịt: Nhện, Bọ cánh cứng, Bọ xít,... và nhóm kí sinh. Ngày nay, sử dụng thiên địch là một trong những biện pháp sinh học được ứng dụng rất nhiều trong thực tiễn sản xuất.